# Charlottendorf West
Charlottendorf West ist ein Ortsteil der Gemeinde Wardenburg im niedersächsischen Landkreis Oldenburg. Namensgeberin des Ortes war Sophie Charlotte von Oldenburg (1879–1964).

## Geografie und Verkehrsanbindung
Charlottendorf West liegt südwestlich des Kernbereichs von Wardenburg zwischen der westlich fließenden Lethe und der östlich verlaufenden Landesstraße L 870. Es liegt westlich von Charlottendorf Ost.
Das 185 ha große Naturschutzgebiet Böseler Moor liegt westlich und das 201 ha große Naturschutzgebiet Sager Meere, Kleiner Sand und Heumoor südlich.
Östlich verläuft die A 29 und fließt die Hunte.

## Geschichte
Am 30. September 2000 hatte der Ort 237 Einwohner.